# Історія Буковини
Назва Буковина офіційно XIV століття під час перебування краю у складі Молдавського князівства, витіснивши історичну назву Шипинська земля. Походить від слов'янського слова бук. Означає «країна буків», «земля буків».

## Перші сліди людини на Буковині

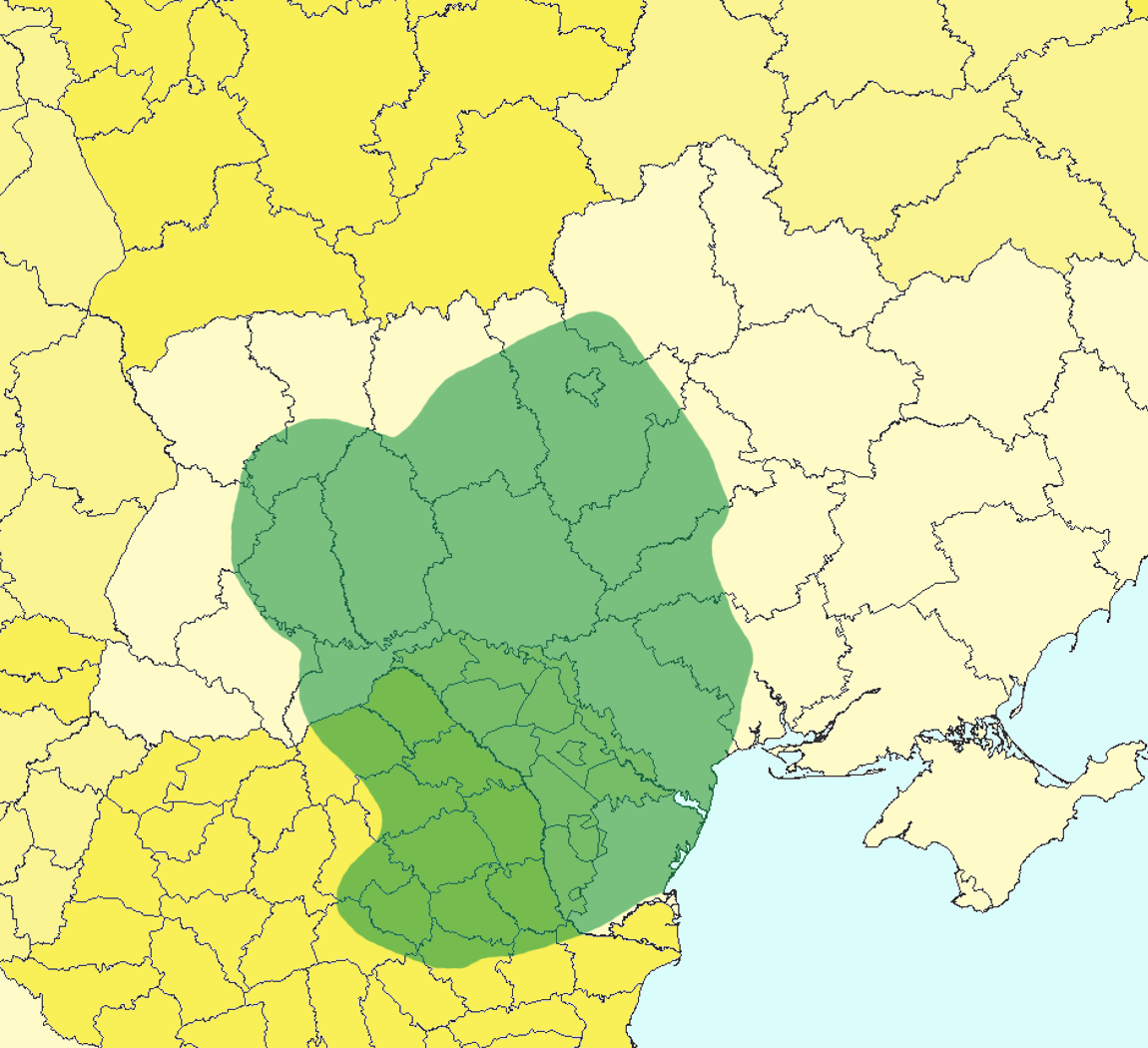
Трипілля (IV—III тис.до н. е.)

Перші сліди людини на Буковині датуються епохою палеоліту (12 тисячоліття до н. е.-10 тисячоліття до н.е.). Стоянки: Молодове, Бабин, Біла, Мілієве.
У період неоліту тут розселялись племена трипільської культури (4 тисячоліття до н. е. — 3 тисячоліття до н. е. — стоянки: Дорошівці, Хлівище, Шипинці, Киселів, Гвіздівці, Глибока, Чудей, Серет, Сучава, та ін.
У першій половині 1 тисячоліття до н. е. землі краю були зайняті скіфськими племенами. Перша історична довідка про цей народ, який населяв Буковину ще до початку нашої ери, датована V століттям до н. е., є у грецького історика Геродота. У своїх довгих подорожах він доходив також до місцевостей між Тірасом та Борисфеном і у своїх описах згадує також ріки Пората і Тіарантос, які він разом з іншими трьома притоками Дунаю називає скіфськими ріками.
Перський цар Дарій I Великий у 513 році до н. е. в ході відомого походу на скіфів витіснив останніх з цих земель.
У часи Олександра Великого, коли влада скіфів була вже повалена, у володіннях держав по нижньому Дунаю з'являється фракійське плем'я геттів. Періодично цей войовничий народ проникав до місцевостей витоків Прута і Серету, оскільки їх володіння все більше розширялися в бік півночі.
У II столітті до н. е. сармати, що прийшли зі сходу через Дон, стали безпосередніми сусідами геттів, які витримали багато суворих битв з цими племенами, але врешті-решт втратили своє панівне положення.
На межі тисячоліть (I століття до н. е. - ІІІ століття край заселяли варварські племена бастарнів. Водночас на землях Трансильванії та на схилах Карпат розсилилися даки, які поділялися на багато племен. Ці племена були об'єднані одним з вождів Бурвістою і на землях геттів було засновано імперію даків — Дакію. Проте вже після короткого періоду розквіту вона розпалася внаслідок внутрішніх протиріч і тільки на кінець І ст. войовничий цар Децебал, який завдав римлянам багато турбот, знову об'єднав всі дакські племена і відновив імперію.
У подальшому землі краю входили до державних утворень готів. У IV століття, після нашестя гунів, територія краю повністю знелюдніла. Вторгнення гунів у Європу спровокувало велике переселення народів (V століття).
З кінця V століття — початок VI століття землі краю заселяють слов'яни, які неспішно просувались на південь долинами Пруту, Серету, Дністра. За даними готського історика Йордана та візантійського історика Прокопія край в ті часи заселяли склавини. Пізніше у центральній Європі сформувалося державне утворення — Антський союз, який існував до VII століття як союз слов'янських племен (антів), до якого увійшли усі буковинські землі. До складу слов'янського державного утворення входили шість великих племінних груп. Вони відомі з давньоруських літописів як особлива південно-західна група «племен»: уличі, бужани, дуліби, волиняни, тиверці, білі хорвати. Останні заселяли землі буковинського краю. Центром Антського союзу було поселення Головське, що стояло там, де тепер стоїть Львів.
Споконвічними жителями Буковини були слов'янські племена, свідченням цього є численні досліджені стоянки зарубинецької (II століття до н. е.-II століття) та черняхівської (II-VII ст.ст.) археологічних культур. Це підтверджує автохтонність українського населення на землях Буковини.

## Руський період

### Київська Русь
Від початку утворення Древньоруської держави білі хорвати (заселяли в тому числі землі північної частини Буковини) знаходились між Київською Русью та західними полянами, які намагались розповсюдити свій вплив і на західно-руські землі. У 960 році у результаті об'єднання полянських племен виникло Князівство західних полян (з 1025 року Королівство Польське), що продовжувало претендувати на землі білих хорватів. На південний схід від білих хорватів розташовувались землі тиверців, які також тривалий час зберігали незалежність від київських князів й навіть чинили спротив підкоренню. У Повісті временних літ Нестора Літописця зазначається, що 884 року київський князь Олег мав «рать» з тиверцями. Олегу вдалося змусити тиверців тільки формально визнати верховну владу Києва, яка обмежувалась сплатою данини та входженням до «військового союзу».
Відомо, що білі хорвати і тиверці вже у 907 році брали участь у поході Олега на Царгород, але як відносно самостійні військові одиниці.
Великий князь київський (912–945 роки) Ігор І Рюрикович, продовжуючи справу свого попередника Олега Віщого з об'єднання слов'ян в єдиній державі, таки завершив близько 940 року об'єднання земель тиверців (аж до Дуная) і самого племені з Київською Русью. Вже 944 року, згідно з літописами, тиверці йшли у похід на Царгород як складова частина війська київського князя.
Білі хорвати остаточно увійшли до складу Руської держави після війни (981 рік) Володимира Великого з західними полянами за західно-руські землі (Червенські городи). Від початку прутсько-дністровське межиріччя було закріплене за Теребовлянською землею, яка у подальшому увійшла до складу Галицького князівства.

### Галицька Русь

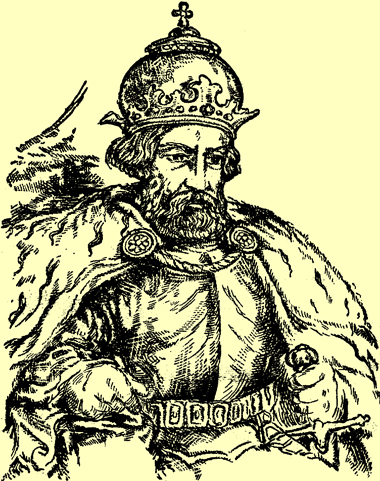
Ярослав І Осмомисл

Починаючи з Х століття територією краю починає формуватись Попрутська оборонна лінія від середньої течії Дністра до Карпат. Найсхіднішим городищем в цьому регіоні був Кучелмин, який вже давно служив південним форпостом руських земель. Саме тоді західніше Кучелмина закладається Хотинське городище (форт) (пізніше перебудоване Данилом Галицьким у Хотинську фортецю). Завершив формування лінії Князя Галицький (1153–1187 роки) Ярослав Осмомисл, який отримав галицьке князівство після смерті батька — Володимирка Володаровича. На момент початку правління Ярослава Осмомисла територія між середньою течією Дністра й до гірського масиву Родна (витоки річки Дорна) були південними рубежами князівства.
Південніше сформувалась Берладська земля — територія між Дністром, Карпатами, Дунаєм та Чорним морем. Назва походить від річки та містечка (Бирладь), що були центром цієї землі. Населення землі називали — берладники. Земля була заселена вільними людьми з багатьох давньоруських земель, втікачами від князів і бояр, або просто шукачами пригод. В очах панівної верхівки Давньоруської держави Берладська земля стала символом свавілля й беззаконня, місцем скупчення викинутих із суспільства людей, про що свідчать слова Володимиро-Суздальського князя Андрія Боголюбського, з презирством кинуті ним 1173 року Давиду Ростиславичу, котрого він прагнув вигнати з Русі:

|  | А ты поиди в Берладь, а в Руськой земли не велю ти быти |

На території Берладської землі переховувався небіж покійного галицького князя Володимирка Володаревича — Іван Ростиславович після невдалої спроби 1145 року відібрати Галич у дядька. І вже 1146 року згадується як Іван Берладник. Після смерті дядька Іван Берладник почав формувати навколо себе військо для походу на Галич. Усвідомлюючи небезпеку від Берладської землі та особисто Івана, Ярослав Осмомисл укріпляє південні рубежі князівства та завершує формування Попрутської оборонної лінії — до Хотинського городища додаються Черн на Пруті та Хмелів на Черемоші.

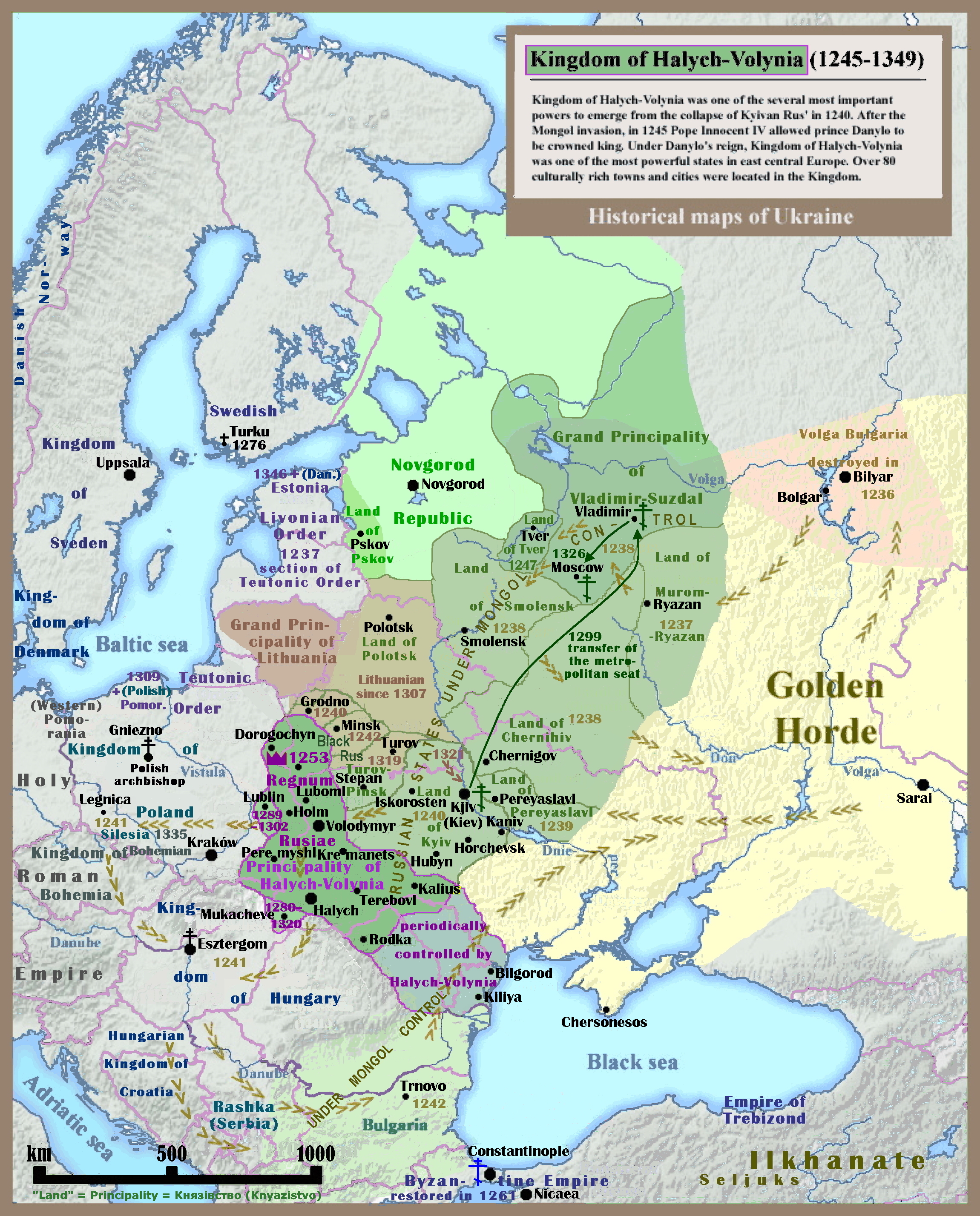
Галицько-Волинська держава (1245—1349)

Іван Берладник зі своїм 6-титисячним військом берладників змушений був обійти укріплені південні рубежі й 1158 року взяв в облогу Стару Ушицю, біля якої був розбитий галицькими військами на чолі з Ярославом Осмомислом. Після цього Галицьке князівство поступово остаточно приборкало бунтівний регіон, й взяло під контроль всі південні землі між Карпатами та Дністром аж до нижньої течії Дунаю.
Про ці події згадує автор «Слова о полку Ігоревім»:

|  | …підпер гори Угорські своїми залізними полками, заступивши королеві дорогу зачинив ворота Дунаєві… |

Після приборкання Берладської землі городища почали відігравати функцію охоронних градів для торгових шляхів. Черн «з Галича Великого до Галича Малого», Хмелів «з Коломиї до Родни». Навколо городищ почали розвиватись поселення, що в подальшому сформувались у волості: Хотинську, Черновіцку та Хмелівську (майбутня Шипинська земля). Засновувались монастирі. Зокрема Галицький скит (кін. ХІ ст.) у дністровських скелях на східних околицях Хотинської волості біля Кучелмина. Після занепаду Київської Русі протягом XII — XIV-го століть край у складі Галицько-Волинської держави. Після монгольської навали зв'язки Шипинської землі з галицько-волинськими землями послабились, що призвело до її фактичного відокремлення на початку XIV століття та тимчасового самостійного існування під зверхністю Золотої орди.
З другої половини ХІІ століття (1164 рік) в північних районах Берладської землі починають оселятися волохи, які ще в ІХ століття почали формуватись як окрема етнокультурна група, внаслідок тісних контактів романізованої частини карпатського населення і слов'ян. У другій половині XIV століття в тих землях сформувалося нове державне утворення — Молдавське князівство, до якого також увійшла й Шипинська земля.

## Молдовський період

### Формування Молдовської держави

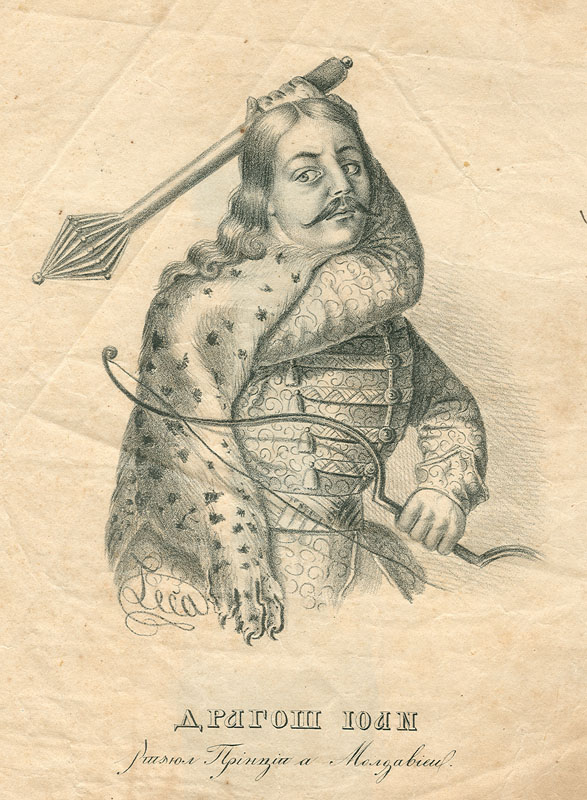
Драгош Воде

Татаро-монгольське нашестя фактично знелюднило територію колишньої Берладської землі. Волохи перебрались за Карпати у Семигород, русини в більш безпечну Шипинську землю та далі на північ (за Дністер). На початку XIV століття Золота орда занепала. Водночас у місцевості продовжували свої безчинства татарські орди. Все частіше вони почали переходити Карпати, й спустошувати землі Угорського королівства. У зв'язку з цим з 1340-х років угорці та підвладні їм волохи почали здійснювати походи з у Південно-Східне Прикарпаття проти татар. Витіснивши татарські орди, на ці землі почали активно засилятися волохами з Семигородщини. Згодом вони створили тут Молдавське воєводство з центром у Байї (колишнє руське селище Молдова-Торг, південна частина майбутньої Буковини), звідки був розпочатий наступ на північ (до Шипинської землі), долаючи опір місцевого руського населення. Близько 1350 року угорсько-волоські війська просунулися до верхів'їв Серету і середньої течії Дністра. Одночасно поляки захопили більшу частину Галицької Русі включно з Покуттям та долиною річки Черемош.
Першим правителем Молдовського воєводства (яке створювалось виключно як захисний рубіж для Угорського королівства від Золотої орди) був воєвода Людовіка з Марморощини — Драгош, який протягом 1351–1353 років був фактично маркграфом угорського короля в цих землях. У 1354 році владу від батька прийняв Сас, який 1358 року передав владу вже своєму синові — Балку.

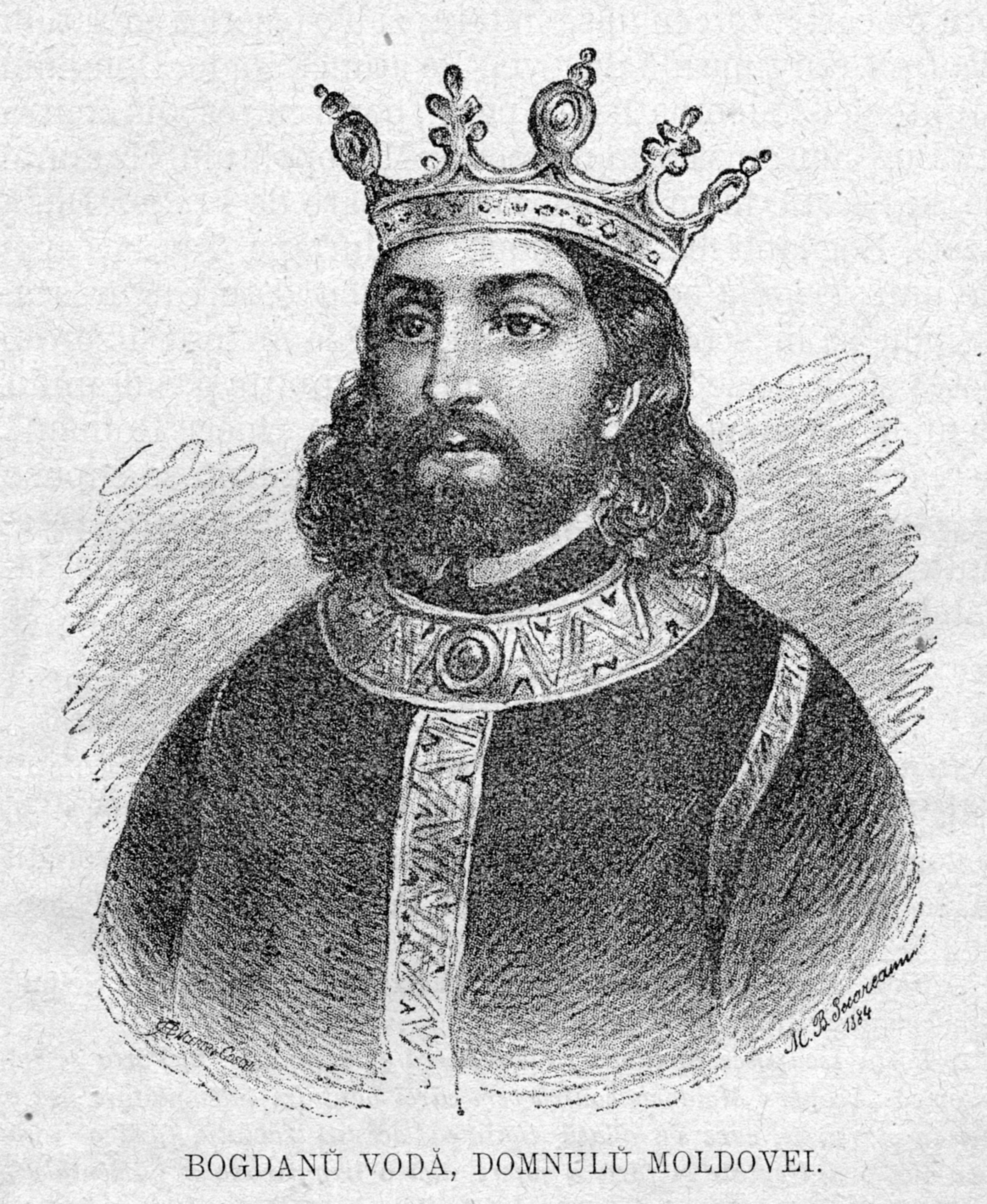
Богдан І

1359 року в Молдовському воєводстві з'явився Богдан I, який посварився з Людовіком. Конфлікт вийшов через розпочате окатоличення Угорщини та перехід на латинський алфавіт. Богдан усунув від влади проугорського Балка, переніс столицю в Серет і організував повстання проти угорської влади, яке підтримали волохи з Мармарощини. Вже 1365 року угорський король змушений був визнати незалежність Молдовської держави, яка до кінця XIV століття називалася воєводством, а його правителі — воєводами. Тільки на межі XIV–XV століть у внутрішніх документах країна почала називатися Молдовською землею, а її очільники — господарями. Утворення незалежної православної Молдовської держави спричинило масове переселення у ці землі православних волохів з Семигородщини.
1367 року Казимир III Великий, прагнучи повернути територію, яка раніше належала Галицькому князівству, вирушив з походом на Молдавію. Однак польський король зазнав поразки на теренах Шипинської землі, значна частина населення якої (через свою православну віру) все більше схилялась до входження у Молдавської державу із певними привілеями.
Край увійшов до складу Молдавської держави у 1367 році. У період з кінець XIV століття до середини XV століття зберігав структуру Шипинської землі, користувався автономним статусом. У подальшому термін Шипинська земля був витіснений іншим — Буковина. При цьому географічно Буковина охоплювала значно більшу територію — практично всю «північну Молдову» — Чернівецьку, Хотинську, Дорохойську, Сучавську землі та Довгопільський окіл. А іноді й Покуття, і навіть південне Поділля.
1385 року столицю Молдовської держави було перенесено до Сучави.
У 1386 році на Буковині у Петра І Мушата переховувався син Дмитра Донського — Василь, який втік із Золотої орди (де три роки перебував як заручник). У руському літописі з цього приводу було написано:
|  | Того же году княз Василей, великого князя сын Дмитриеев прибеже из Орды в Подольскую землю в великие волохы к Петру Воеводе... |

### Сюзеренітет Польського королівства
Розвиток Молдовської держави, а разом із нею і Шипинської землі, відбувався у дуже непростих внутрішніх і зовнішніх умовах. У 1387 році Петру І Мушат визнав польський сюзеренітет над Молдовою. Відносини між Польським королівством і Молдавським князівством набули форми військово-політичного союзу. Намагання воєводи Романа І (1391–1394 роки) розірвати цей союз викликали рішучу протидію з польсько-литовського боку. Вже 1395 року його син Стефан І Мушат (господар Молдови протягом 1394–1399 років) відновив договірні відносини, і у грамоті польському королю написав наступне:
|  | ...посадил нас и сели мы на воеводстве Земли Молдовской... |

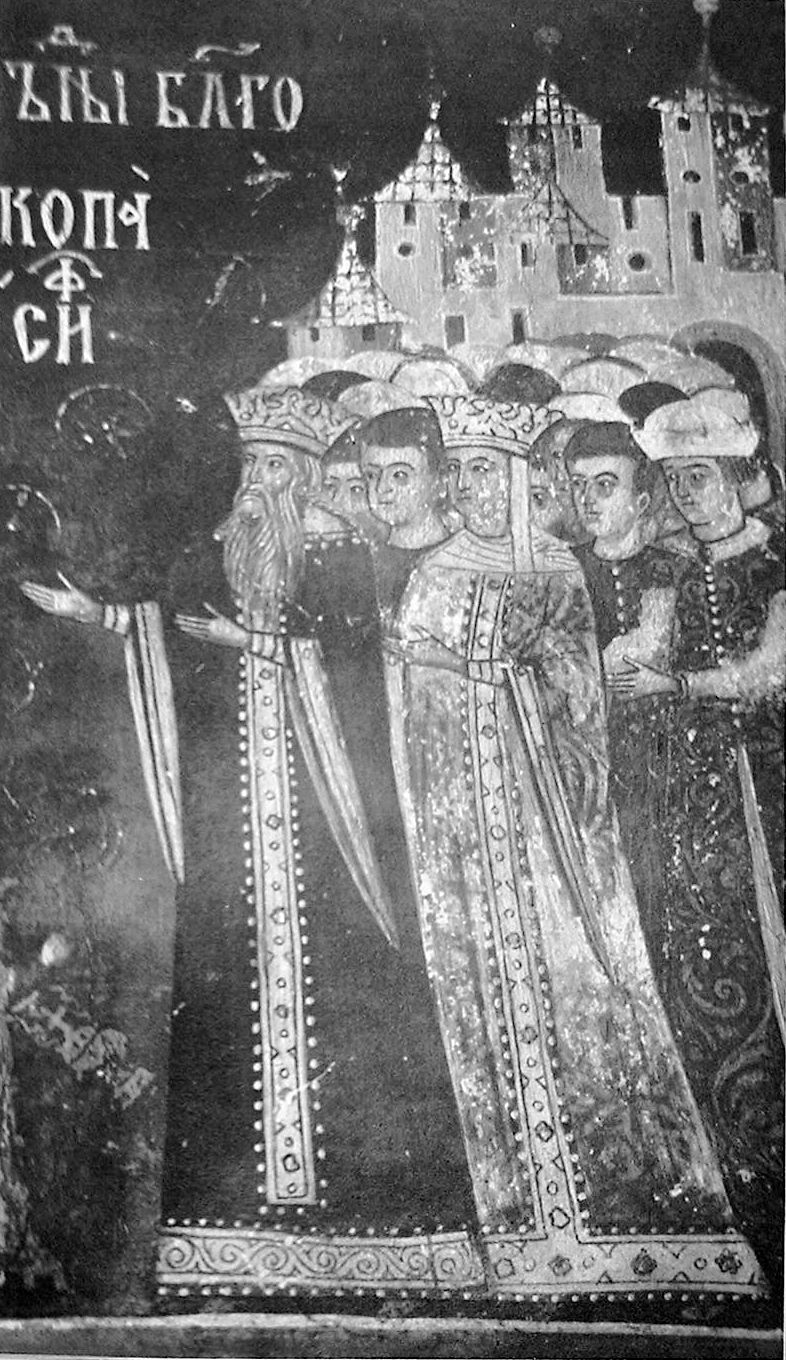
Олександр Добрий і Анна Подільська

Стефан І як союзник Польщі брав участь на чолі Молдовського війська у битві з ординцями на Ворсклі, у якій і загинув. У 1400 році господарем Молдови став Олександр Добрий, який правив країною 32 роки й забезпечив їй стабільний розвиток і процвітання. Польсько-Молдовські відносини упродовж першої третини XV століття відзначалися стабільністю і явним ухиленням обох сторін від висування взаємних територіальних претензій, в результаті чого Олександр Добрий зумів зберегти усю повноту влади і над Шипинською землею, яка продовжувала входити до складу Молдавії. Крім того Польське королівство передало Молдавському князівсту в управління ще й Покуття.
Молдовські воїни брали участь у війнах держав Ягеллонської унії з Тевтонським орденом, зокрема у Грюнвальдській битві 1410 р.
1401 року було засновано Сучавську метрополію під зверхністю Константинопольського патріархату, при якій почала діяти школа для княжих та боярських дітей. Першим Митрополитом став єпископ з Білгороду Дністровського Йосип, за сприяння якого 1402 року до Сучави були перевезені мощі патрона Буковини — Іоана Нового (Сучавського).

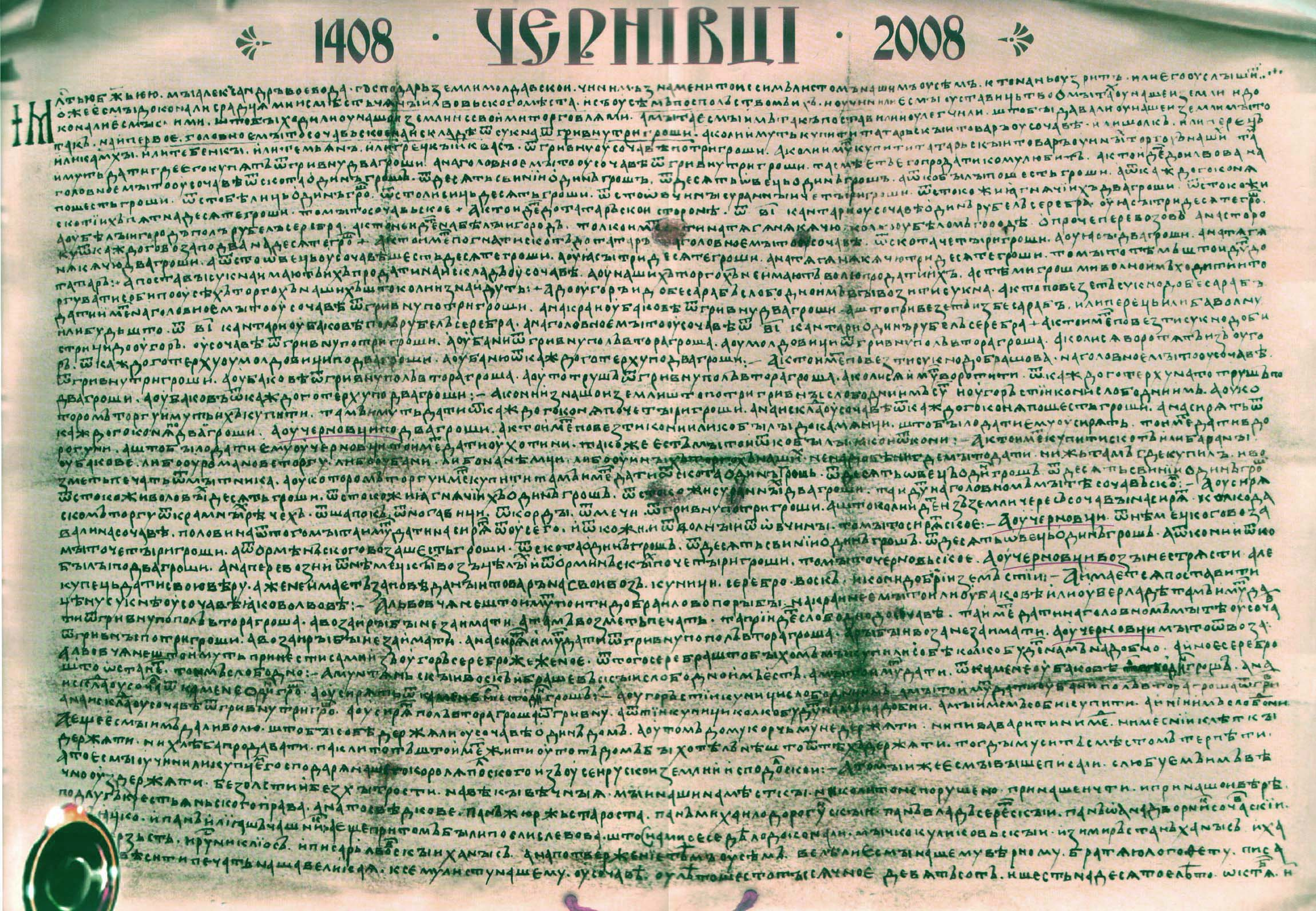
Перша письмова згадка про Чернівці

В цей же час завершується формування поселення Черновіци, яке в той час було розташоване на перехресті шляхів з північно-західної Європи на Балкани і в Туреччину. Через нього почав налагоджуватись важливий торговельний шлях із Молдови до Польщі. Водночас залишався важливим торговим центром Хотин. У цих містах організували митниці.
8 жовтня 1408 року — у грамоті Господаря Молдавського князівства Олександра Доброго, яку він видав львівським купцям, вперше документально згадується назва — Черновци (Черновіци). В грамотах Олександра Доброго згадується й про Хотин. Значну увагу Молдавські господарі приділяли укріпленню та розвитку Хотинської фортеці.
У 1430-х-1450-х роках Польща посилила втручання у внутрішньополітичну боротьбу, яка охопила Молдавське князівство, підтримуючи одних претендентів на престол проти інших і використовуючи цю ситуацію для більшого узалежнення воєвод як васалів Польської Корони. Зокрема, збереглася грамота від 23 вересня 1436 року, в якій син Олександра Доброго Ілляш заявляє молодому королю Владіславу, що повертає Шипинську землю, яку Молдавське князівство отримало від Польського королівства, разом з фортецями в Цецині, Хотині і Хмелеві зі всіма маєтностями. Незважаючи на це, на середину XV століття територія Шипинської землі формально залишалася під владою Молдавських воєвод.
У 1457 році господарем Молдавського князівства став Стефан ІІІ. Того ж року було проведено реформу, після якої Шипинська земля остаточно припинила своє існування. Черновіцка волость перетворено в Чернівецький цинут з центром в Черновіцах, Хотинську волость — в Хотинський цинут з центром в Хотині. Хмелівську волость перетворено у Довгопільський окіл з центром в Довгопіллі. Автономний статус залишився тільки в Довгопільському вільному околі.
У зовнішній політиці Стефан продовжував маневрувати між Угорським та Польським королівствами. З останнім у Молдавського господаря значно похолоднішали відносини. 1475 року Стефан приносить васальну присягу угорському королю Матіашу І Корвіну, що остаточно віддалило його від Казимира IV Ягеллончика.

### Союз з Московським князівством

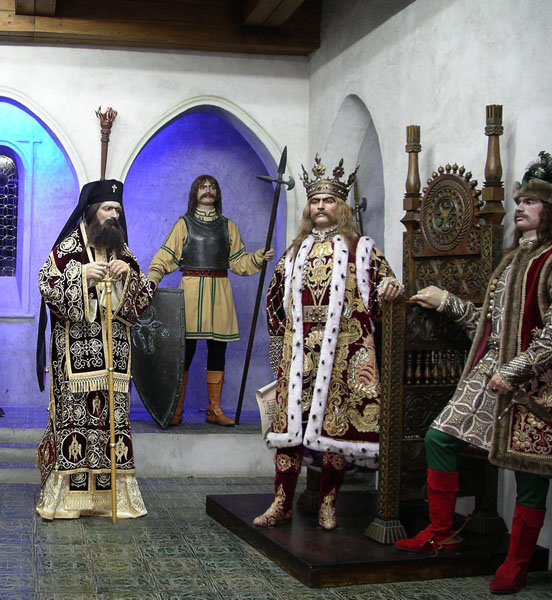
Господар Стефан Великий (реконструкція)

Протягом 1476–1485 року Молдавське князівство перебувало в активній стадії війни з Османською імперією. Турки кілька разів намагалася захопити Хотинську фортецю, та столицю князівства Сучаву. Хоч їм не вдалося досягти успіху, проте турецько-татарські полчища сильно спустошили навколишні території, чимало сіл Буковини були розорені, а серед місцевого українського населення і ополченців значна кількість була вбита або забрана у полон.
Стефан ІІІ був змушений укласти з Портою мирний договір (1486 рік), за умовами якого князівство зобов'язувалося сплачувати щорічну данину Мехмеду ІІ в розмірі 5 тисяч золотих. У результаті цих подій були підвищені державні податки, які важким тягарем лягли на підлеглі верстви населення, у тому числі й Буковини.
Не отримавши від своїх західних сюзеренів реальної допомоги у конфлікті з Османською імперією, Стефан ІІІ різко змінив зовнішньополітичний курс. 1480 року Молдавський господар відправив посла у Москву з метою укладання союзу з Великим князівством Московським. З метою скріплення союзу було укладено шлюб Олени Волошанки (доньки Стефана) з Іваном Молодим (сином Івана ІІІ). У результаті цього польсько-молдавські відносини ще більше погіршилися. У 1490-х роках прокотилася хвиля антифеодальних повстань на чолі з Мухою та Борулею, які були інспіровані молдавською верхівкою.
Події 1490—1492 рр., зближення Молдовії та Московії, а також переговори польського і угорського королів стосовно Молдовії на з'їзді у Левочі (1494 рік) стали приводом до організації походу польського війська на чолі з молодим королем Яном Ольбрахтом, яке 26 жовтня 1497 року було розгромлене у буковинському лісі біля села Валя Кузьмина. Московія долучилася до перемоги над поляками тим, що не допустила приходу допомоги польському королю у вигляді литовського війська.
У 1498 році турецько-татарські загони спільно з молдавським військом спустошили Галичину та Поділля, окупувавши Покуття. Ян I Ольбрахт намагався будь-яким способом повернути його. У 1503 році в Чернівцях відбулась зустріч Стефаном та польського посланця (кардинала Фридеріка), який схиляв молдавського господаря повернути Покуття. Стефан продемонстрував непохитність:

|  | …буката земли, што отъ Галицкого буковины долу межи Днестром и Планинами, што из века прыслухало ку Молдовской земли, из силою отлучена от Молдовское земли от давных часов… |

Розгорілася чергова польсько-молдавська війна 1506–1510 років. У 1509 році війська краківського воєводи Миколи Каменецького вибили Молдован із Покуття, а потім, спалили не тільки Чернівці, а й Хотин, Дорохой та Ботошани.

### Зверхність Османської імперії

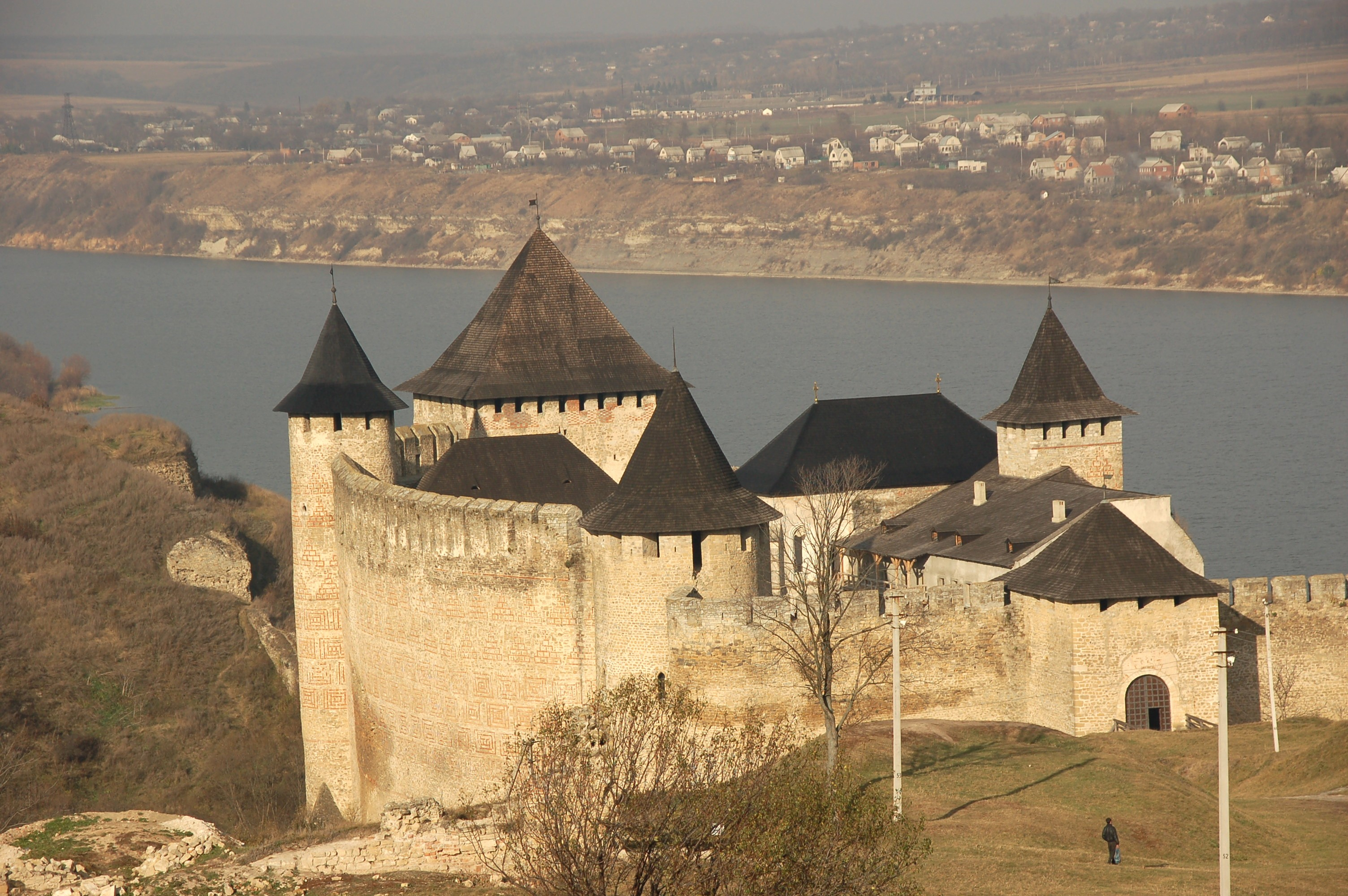
Хотинська фортеця

Прикордонні польсько-молдавські конфлікти тривали до 1538 року, коли Чернівці спалили повторно, Хотинську фортецю зруйнували.
Після цього за наказом султана у Молдавське князівство вторглася татарська орда. Султанське військо без бою зайняло Сучаву, а молдавський господар змушений був втікати у Семигородщину. Згодом він визнав турецьку зверхність. Таким чином, після 1538 року Молдавське князівство (в тому числі Буковина), потрапили під владу Османської імперії, що спричинило політичну і демографічну нестабільність, важкий іноземний гніт, періодичні ворожі нашестя, низький рівень життя населення тощо.
Хотинська фортеця перетворюється на один з основних військових форпостів Порти.
Османська імперія не ліквідувала владу на землях Молдовії, а тільки обмежила її. Спочатку турецька зверхність обмежувалась погодженням кандидатури господаря. Пізніше господаря, який повинен був тримати у покорі васальну державу, вже особисто призначав турецький султан. Крім того з 1456 року Молдовія почала сплачувати харач (данину), розмір якої постійно зростав. З 2 тис. золотих у перший рік до 12 тис. золотих у 1541 році. Максимальний розмір харача становив 60 тис. золотих в 1590-ті роки. Крім того, кожний новий господар за своє призначення повинен був заплатити значну плату. Все це у підсумку відбивалось на населенні країни через податки і збори, яким з людей «вичавлювали всі соки». До того ж Молдавське князівство повинно було постачати в Османську імперію продовольство за заниженими цінами. Опинившись під повною владою Оттоманської порти, Молдовія остаточно поринає у вир державних заколотів та владних інтриг. Турецька залежність ставала все більшою. Проблеми з сусідніми державами загострювались. Молдавське князівство регулярно ставало театром воєнних дій третіх країн, що поступово виснажувало саму державу і людей. Все це не оминуло і буковинський край. У 1564 році на вимогу Османської імперії столиця держави переноситься з Сучави до Яс. Якщо до цього з Буковиною були пов'язані будь-які події у Молдавській державі, то після перенесення столиці, край перетворюється у звичайну (мало контрольовану молдавською владою) провінцію.

### Буковина в часи козаччини

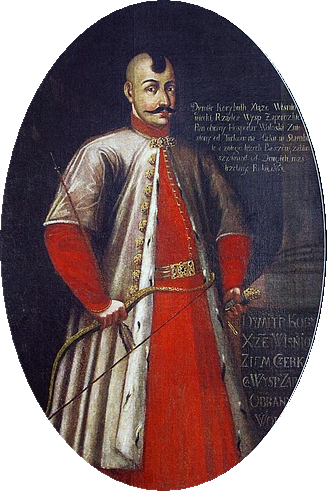
Дмитро (Байда) Вешневецький

Буковина постійно переходила «з рук в руки». Протягом XVI—XVII століть загони козаків часто вели воєнні дії на півночі Молдавського князівства проти турецько-татарських загарбників та інших супротивників. 1563 року на пропозицію Молдавських бояр український кошовий отаман Дмитро Вишневецький (козацький ватажок, 1552 року заснував Малу Хортицю з якої розпочала свій розвиток Запорозька Січ) мав стати Господарем Молдавської держави, й очолити боротьбу молдавського народу проти Османської імперії. Того ж року князь Вишневецький на чолі 500 запорозьких козаків зайняв Хотинську фортецю. Через зраду протурецької частини боярства планам не судилося бути реалізованими. Дмитра Вишневецького було взято в полон і відправлено до Оттоманської порти, де він помер смертю мученика.
У 1673 році під Хотином польське військо на чолі з Яном Собеським разом із козацькими і Молдавськими загонами розбили турецьку армію і в черговий раз заволоділи Хотином. У 1570-ті роки походи сюди очолював Іван Підкова (1577—1578 роки) був Господарем Молдавського князівства.
1594 року 2500 козаків на чолі з Северином Наливайко на Хотинській землі розбили орду Кримського ханства, яка прямувала на Угорщину. Повернувшись на Брацлавщину, Наливайко організовує боротьбу проти турецько-татарських загарбників, польських, українських та Молдавських магнатів. Вже у вересні того ж року козацьке військо на чолі з Северином Наливайком та Григорієм Лободою увійшло у Молдовію, дійшли до Ясс, і під Сучавою розбили вщент військо молдавського господаря Арона Тирана.
1616 року північну частину Буковини взяла під контроль Польща, яка у Молдавській міжусобній боротьбі виступила з підтримкою синів Єремії Могили. Того ж року польські війська заволоділи Хотинською фортецею. Османська імперія вибила поляків з Буковини 1620 року, після Цецорської битви, в якій загинув чигиринський підстароста Михайло Хмельницький, а його син Богдан Хмельницький потрапив у полон (де перебував два роки).
Після цієї перемоги Османська імперія вирішила розвинути успіх. Для цього через Буковину на Поділля вирушило 300-тисячне турецьке військо на чолі Османом II. Але генеральна битва відбулась на буковинській землі. 1621 року значна частина буковинців брала участь у Хотинській битві у складі Війська Запорозького на чолі з Гетьманом Петром Сагайдачним, який був смертельно поранений під час битви. Турецька армія була вщент розбита. Щоправда за мирним договором Буковина продовжувала залишатись частиною молдавського князівства, а отже фактично Османської імперії. У Цецорській та Хотинській битвах у лавах Війська Запорозького також брав безпосередню участь видатний буковинець — молдавський боярин, український політичний, церковний і освітній діяч — Митрополит Київський, Галицький і всієї Русі Петро Могила.
На певних етапах ситуація у північних регіонах держави тепер ставала взагалі не контрольована. Мешканці краю все більше потерпали від лихоліть. Протягом 1621—1646 років край регулярно спустошується татарськими загонами, зокрема Кантемір-бея. Ситуація ставала все нестерпнішою, соціальне становище місцевого населення погіршувалось. На цьому ґрунті у 1650-х роких у Чернівецькій землі діяв численний загін опришків на чолі Мирона Дитинки.
У роки національно-визвольної війни українського народу (1648—1657 роки) у складі козацько-селянських військ перебувала значна частина буковинців, які утворили власний полк, що брав участь у облозі Львова (1648 рік). 1650 року Богдан Хмельницький очолив похід у Молдовію, який завершився укладенням союзу з Господарем Василем Лупулом. З метою зміцнення союзу у липні 1652 року було укладено шлюб між Тимошем Хмельницьким (сином Богдана Хмельницького) та Розандою Лупул (донькою Василя Лупула). Союз Козацької держави з Молдавським князівством викликав занепокоєння у семигородського князя Юрія ІІ Ракоці та господаря Волощини Матея Басараба, які, об'єднавшись із загонами претендента на молдавський престол канцлера (логофета) Стефана Георгіци, розпочали війну проти Василя Лупула. На захист Молдавського князівства та влади свого тестя від зовнішнього агресора змушений був виступити Тиміш Хмельницький, який героїчно загинув 15 вересня 1653 року в місті Сучава під час Сучавської кампанії.
Українські козацькі залоги й в подальшому навідувались на Буковину. У січні 1657 року, на прохання молдавських владників допомогти у стримуванні польських наступів, в Чернівці увійшов корпус Війська запорозького у складі Київського, Переяславського та Білоцерківського полків на чолі з наказним гетьманом Антіном Ждановичем. Тут корпус об'єднався з місцевими залогами й вирушив на Польщу За переказами українські козаки взяли участь у «Службі Божій» в Святомиколаївській церкві. До сьогодні храм в народі називають — «козацька церква».

### Союз з Російським царством
1685 року Буковина фактично під контролем Польщі як Чернівецьке староство, яке очолює буковинець Костянтин Туркул (з роду Туркулів). В Чернівцях та Хотині розміщуються гарнізони Яна ІІІ Собеського. Чернівецький війт в цей час — Арсеній Кіцмань. Польські війська залишили Буковину після смерті Яна ІІІ і підписання Карловицького миру (1699 рік).
У зв'язку з цим, Туркул та інші буковинські шляхтичі почали пов'язувати свої політичні надії з Московським царством. Вже у вересні того ж року волоський резидент у Москві закликає російський уряд направити козацьке військо у Буджак та Молдовію, при цьому наголошуючи:
|  | ...и Костянтин Туркулец, староста черновецкий и региментарь тамошних волоских и руских мест, (…) с великим вниманием ожидает такого дела и хочет притти в 10000-х конницы выборной... |

канцлер Головкін

Наприкінці 1700 року Костянтин Туркул зустрівся з графом Головкіним, який відав російською зовнішньою розвідкою. Після цього Туркул фактично став особистим резидентом Головкіна, який 1706 року очолив Посольський приказ. Туркул також продовжував вербувати досвідчених військових для російської армії. У доповідній Петру I значилось:
|  | ...В Польше служит Речи Посполитой волошанин Констянтин Туркулец, славный воин, которой обещался со всеми волохами, которые служат в Польше, буде годны царскому величеству, готовы будут кровь свою лити для православия... |

Багато підібраних Туркулцем пов'язаних з Буковиною людей, які пройшли школу польської кавалерії, зробили військову кар'єру в російській армії. Зокрема полками командували: Апостол-Кегіч, Антін Танський (зять Семена Палія), Василь Танський (пра-прадід Миколи Гоголя) та Іван Танський (започаткували шляхетний рід Танськіх).
Після придушення 1704 року Повстання Палія, козаки (за протекцією Антіна Танського) цілими полками йшли у Молдовію, а разом з ними й населення сіл, містечок та міст зі своїм майном. Чимало їх осіло й на буковинських землях, особливо у східній частині.

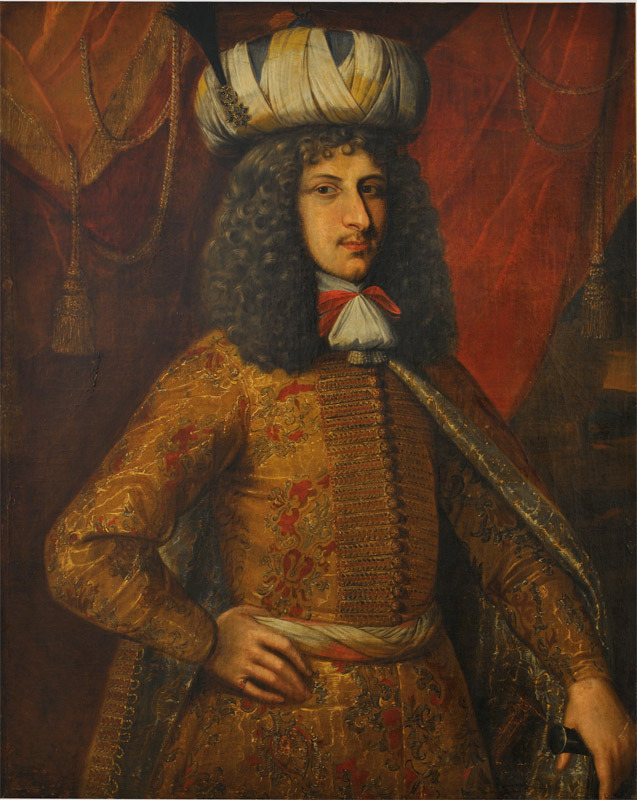
Дмитро Кантемір

Після Полтавської битви (1709 рік) шведські та козацькі армії переховувались у Молдавському князівстві. Шведський король Карл XII та гетьман Іван Мазепа (після смерті наступник — Пилип Орлик) перебували у Бендерах, а війська розміщувались на півночі Молдовії. Карл ХІІ прагнув прорватися у Померанію, скориставшись давнім торговим шляхом через Сучаву та Чернівці. Водночас, молдавський господар Міхай Раковіце проінформував про ці наміри графа Головкіна, який розробив спеціальну операцію (Чернівецький рейд). Основні події рейду розгорнулись в самому центрі Чернівців де російські війська спільно з підрозділами Костянтина Туркула, Апостола Кігеча та братів Танських знищили залишки шведського війська, розквартированого в Чернівцях, Радівцях та Сучаві (багатьох полонили), й перекрили Карлу ХІІ можливість втечі через Польщу. Практично всі «козаки-мазепівці» зуміли вирватись долиною Пруту.
Дії росіян під час Чернівецького рейду були розцінені Османською імперією як вторгнення на свою територію та порушення «Константинопільського трактату 1700 року», й послужили приводом для чергової російсько-турецької війни (1710 рік). Порта усунула від влади Міхая Раковіце як «посібника Московії», й призначила господарем Кантеміра, який під час Російсько-турецької війни 1710—1713 перейшов на сторону Петра І. Перемовини з Петром І про «Молдавсько-російський союз» проводив Староста Чернівецької землі Стефан Лука, який у квітні 1711 року зустрічався з російським царем у Луцьку й ознайомив його з проектом «Молдавсько-російської угоди». 24 квітня Петро І підписав спеціальний диплом, відповідно до якого Молдавське князівство повинно було перейти під протекторат Російського царства. Все це вилилось у так званий Прутський похід, який доволі непогано розпочався. Проте через недостатню підготовленість закінчився повним фіаско. Російські війська відступали на північ між Карпатами та Серетом у напрямку Буковини. Через Чернівці вийшли на Хотин, звідки через Дністер переправились у східне Поділля. Російсько-турецька війна 1710—1713 завершилась укладанням Адріанопольського мирного договору. Багато буковинців залишили край разом з відступаючими російськими військами. Повністю знелюдніли цілі населені пункти Чернівецької та Хотинської земель.

### Хотинська райя
Після зради Дмитра Кантеміра турецький султан передав монопольне право на Молдавський престол так званим фанаріотам.
Водночас, Порта вирішила значно посилити свою військову присутність на півночі Молдовії. Було розроблено план виведення з-під керівництва молдавського господаря Чернівецької та Хотинської земель, й створення Райї з центром у Хотині. Весною 1712 року до Хотина прибув перший командуючий округом Абді Паша. Після цього почалася передислокація на Буковину турецьких дивізій, головним чином з Боснії. Вже у 1713—1714 роках близько 20 тисяч солдат і офіцерів султанської армії зайняли населені пункти від середнього Дністра до Буковинських Карпат, зокрема й Чернівці.
До 1718 року турки з допомогою французьких інженерів укріпили Хотинську фортецю: було викопано рови, вимурувані камінням вали з багатьма бастіонами.
Створення Хотинської райї та оголошення її султанською власністю викликали паніку серед численного молдавського боярства. Ті з них, які мали володіння на території Чернівецької землі, консолідувались і завдяки неймовірним «бакшишам» в урядових колах Османської імперії добилися перегляду султаном свого рішення. Відповідно до султанського фірмана 1719 року турецькі підрозділи залишили Чернівецьку землю, й було проведено демаркацію адміністративного кордону між нею та Хотинською райєю.
Практично відразу після війни стамбульський уряд надіслав до Райї своїх чиновників для здійснення перепису населення, та визначення обсягів майбутніх надходжень у казну. Спеціальним декретом було затверджено перелік податків та зборів, які повинні були сплачуватись «райялтянами». Основним з них була «десятина» (практично з усього), але існувала ще ціла низка різноманітних поборів. Крім того було введено так званий «іспендж» (податок з немусульманського населення). Населені пункти роздавалися вихідцям з яничарського корпусу, командирам місцевих гарнізонів (капі-кулу).
Протягом 1716–1718 років землями Буковини прокотилась Турецько-австрійська війна, основні події якої розгорталися в районі Хотина та нижче по Дністру.
1735 року розпочалася чергова Російсько-турецька війна. На боці Російської імперії виступила Габсбурзька монархія. Одним з кульмінаційних моментів війни була Ставчанська битва (1739), у якій 48-тисячне російське військо під командуванням генерала-фельдмаршала Бурхарда Мініха розбило 90-тисячну турецьку армію під командою Велі-паші. Було захоплено 50 гармат і багато інших трофеїв. Турки втратили понад 1 тис. чоловік тільки вбитими. Як наслідок 30 серпня того ж року капітулювала Хотинська фортеця. А вже у вересні російські війська контролювали більшу частину Молдавського князівства. На прохання молдавської делегації князівство було прийняте у російське підданство. Водночас, Австрія зазнавши кількох поразок від турецьких військ, раптово уклала сепаратний мирний договір та вийшла з війни. Росія була змушена припинити бойові дії і піти на укладання Белградського мирного договору 1739, який звів нанівець практично всі успіхи російської армії, й змусив залишити територію Молдавського князівства. Чимала кількість місцевих жителів залишили Молдову в слід росіянам, уникаючи помсти турків.
25 вересня 1768 року, підбурювана Австрією та Францією, Османська імперія в черговий раз оголосила війну Російській імперії. У березні 1769 року Перша російська армія під командуванням генерала-фельдмаршала Голіцина увійшла в Молдавське князівство, яке в черговий раз присягнулося прийняти російське підданство. В активну фазу Російсько-турецька війна (1768—1774) увійшла тільки у вересні 1769 року, коли російські війська під командуванням генерала-фельдмаршала Рум'янцева захопили Хотин, а згодом всю Буковину і столицю Молдавського князівства — Ясси. До 1774 року в краї діяла Російська військова адміністрація. Під час війни перед російським урядом постало завдання забезпечити монетними знаками російські війська. Було ухвалено рішення карбувати гроші з трофейних турецьких гармат. Вирішити ці питання погодився Петро-Миколай Гартенберг-Садогурський, виходець із Данії. 24 лютого 1771 року він уклав контракт на предмет створення буковинського монетного двору і виготовлення так званих гарматних грошей. Тут виникає молоде ремісниче поселення, за яким закріпилася назва Садогура.
Війна явно розгорталась не на користь Османської імперії. Задля збереження контролю над «дунайськими князівствами» Порта звернулась з проханням до Габсбурзької монархії — виступити посередником при укладанні миру з Російською імперією. За посередницькі послуги турки обіцяли їм віддати Малу Валахію. Габсбургам вдалося виконати свою місію. Водночас, Австрія при першому поділі Польщі (1772 рік) отримала Східну Галичину. Цісар Йосиф II, будучи переконаним у малій вартості Малої Валахії, виступив за налагодження безпосереднього зв'язку між отриманим щойно краєм і Трансильванією і з цією метою він забажав приєднання Буковини. За згодою королеви Марії Терезії, австрійський посол в Константинополі барон Тугут отримав доручення переконати султана пристати на проект цісаря, згідно якого замість раніше запропонованої Малої Валахії до Австрії добровільно мала відійти північно-західна частина Молдовії, тобто «австрійська Буковина», що межувала з Галичиною (Покуттям), Угорщиною і Трансильванією.

### Поділ Буковини (кін. XVIIIст.)

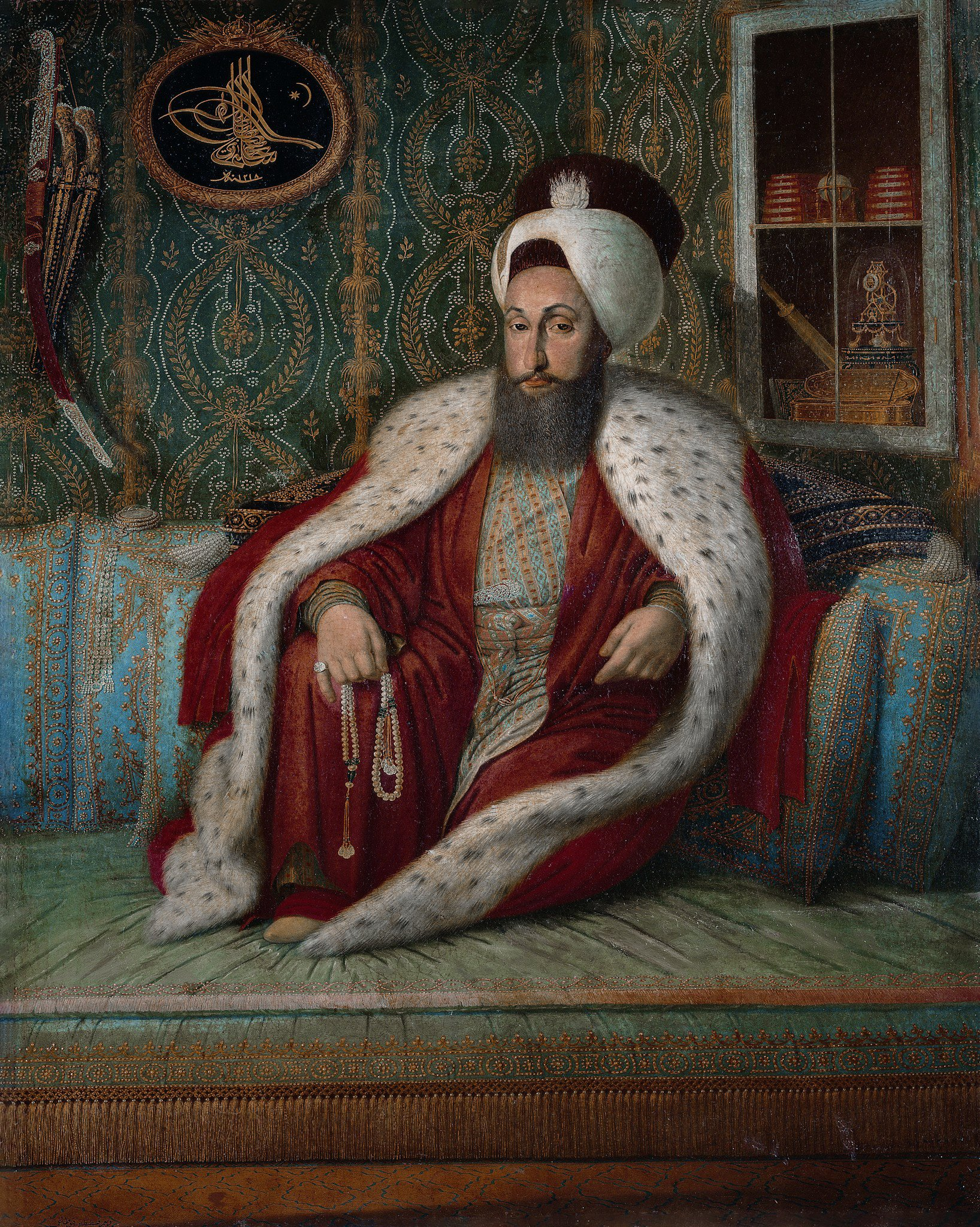
Селім ІІІ

Після підписання Кючук-Кайнарджійського мирного договору (1774 рік) російські війська змушені були залишили Молдавське князівство. Водночас, практично вся територія Молдовії залишилась під відносним захистом Російської імперії. Того ж року турецький султан змушений був видати хатті-шеріф (указ), яким ліквідовувалась Хотинська райя, відновлювалася Хотинська земля (цинут) у складі Молдавського князівства (нехай і під турецькою зверхністю). Учасникам війни на боці Росії оголошувалась амністія. Населення було звільнене від сплати податків за роки війни, а також на два наступні роки. Усі охочі мали право протягом року виїхати в Російську імперію. Незважаючи на це, турки у післявоєнні роки регулярно порушували зобов'язання. Не стягуючи податків з населення, вони обкладали даниною молдавських господарів, а ті в свою чергу обдирали народ. Збором податків займались місцеві бояри. 52,7 % йшли Порті; 14,2 % — господарю; 27,9 % — боярам; 5,2 % — духовенству.
Відразу після відходу російських військ (1774 рік) Австрійська імперія анексувала потрібну собі частину Буковини, розірвавши при цьому буковинських русинів, які протягом 150 наступних років жили поділеними державним кордоном. З огляду на це, обґрунтування Габсбургів щодо «бажання об'єднати під своєю короною всі землі колишнього Галицького князівства (яке знаходилося в їх володінні)» завжди викликало скептичні зауваження.
Щоправда, певною мірою виправити ситуацію Габсбурзька монархія намагалася під час чергової Російсько-турецької війни (1787—1792), в яку Австрія вступила у 1788 році на боці Росії. Вже того ж року одна з австрійських армій на чолі з принцом Фрідріхом заволоділа Хотином. Крім виконання союзницьких зобов'язань Йосиф ІІ не приховував бажання долучити до своєї імперії решту буковинських земель. Під Хотином австрійські війська з'єдналися з «Українською армією» Петра Рум'янцева, однак через розбіжності між союзниками подальших спільних активних дій не відбувалося.

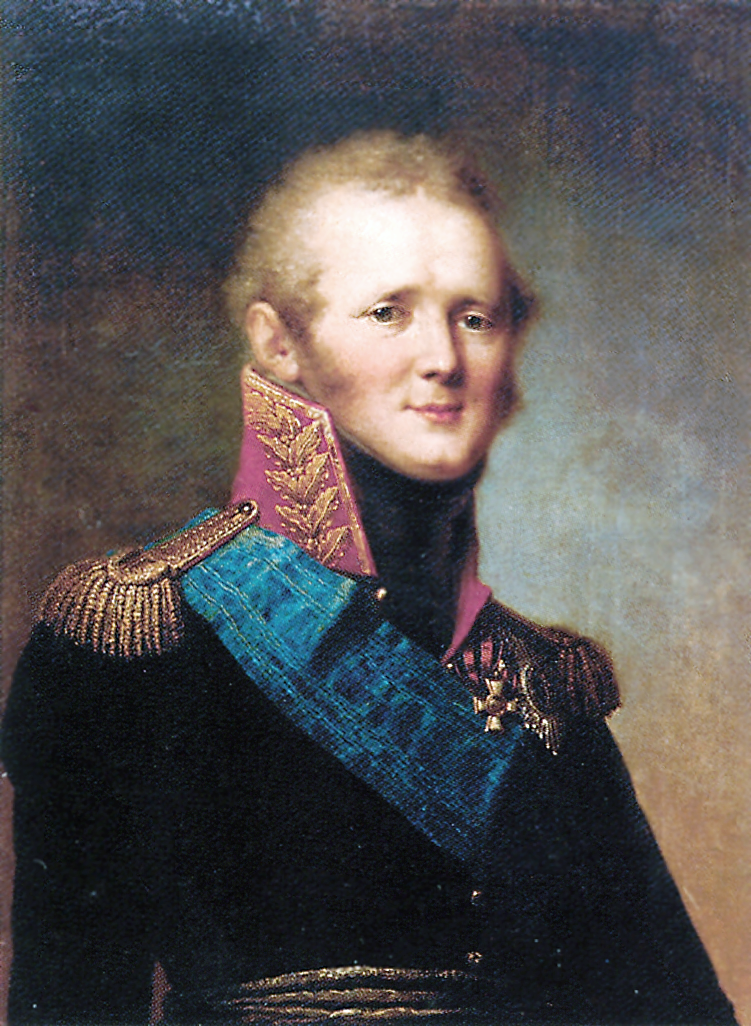
Олександр І

1790 року Австрія знову (під тиском Англії та Пруссії) підписала сепаратний мир з Османською імперією. Однак цього разу Російська імперія не припинила воєнних дій, й змусила Селіма III підписати Ясський мирний договір (1792 рік). В числі інших позитивних моментів для Росії, договір унеможливлював зміщення господарів Молдовії та Волощини без згоди Російської імперії. Хотинська земля залишилась цинутом Молдавського князівства, яке залишилось під формальним протекторатом Османської імперії. Хоча реальним з того часу був вже протекторат Російської імперії. З того часу жодний турецький вояк на території Хотинської землі не з'являвся.
24 серпня 1806 року Селім ІІІ порушуючи умови Ясського мирного договору видає укази про зміщення господарів Валахії та Молдовії (без погодження з Російською імперією), закриває Босфор та Дарданелли. Протести Росії та її союзниці Англії були відкинуті. Все це стало приводом для чергової Російсько-турецької війни. Вже 23 листопада того ж року російсі війська під командуванням генерала Міхельсона увійшли в Молдовію, а 27 листопада зайняли Хотин та Хотинську землю. З того часу східна Буковина практично управлялася Російською військовою адміністрацією. Російсько-турецька війна завершилась укладанням Бухарестського мирного договору (1812), за яким Російській імперії відійшла східна частина Молдавського князівства, що в подальшому отримала назву — Бессарабія.
На ново-приєднаних землях Олександром I було утворено Бессарабську губернію, до складу якої включено Хотинський повіт.

## Буковина у складі Австрійської імперії
31 серпня 1774 року (відразу після відходу російської армії) австрійські війська під командуванням генерала Сплені зайняли Чернівці, а до жовтня того ж року — всю західну частину Буковини. До владнання юридичних тонкощів щодо передачі території — у краї був організований Чернівецький генералат.
Після довгих переговорів Порта погодилась замість обіцяної ними Олтенії віддати Габсбургам: Сучавську та Чернівецьку землі, включно з Довгопільським околом. 7 травня 1775 року формальною грамотою про передачу, підписаною у Константинополі (Константинопольський трактат), західну частину Буковини було «на вічно» передано австрійській монархії. Практично відразу Чернівецький генералат було реорганізовано в Дистрикт Буковина. Після демаркації кордонів, передача краю була завершена, і 12 жовтня 1778 року у Чернівцях в урочистій обстановці «Буковина присягнула Габсбургам».

### Дистрикт Буковина
«Економічні реформи»

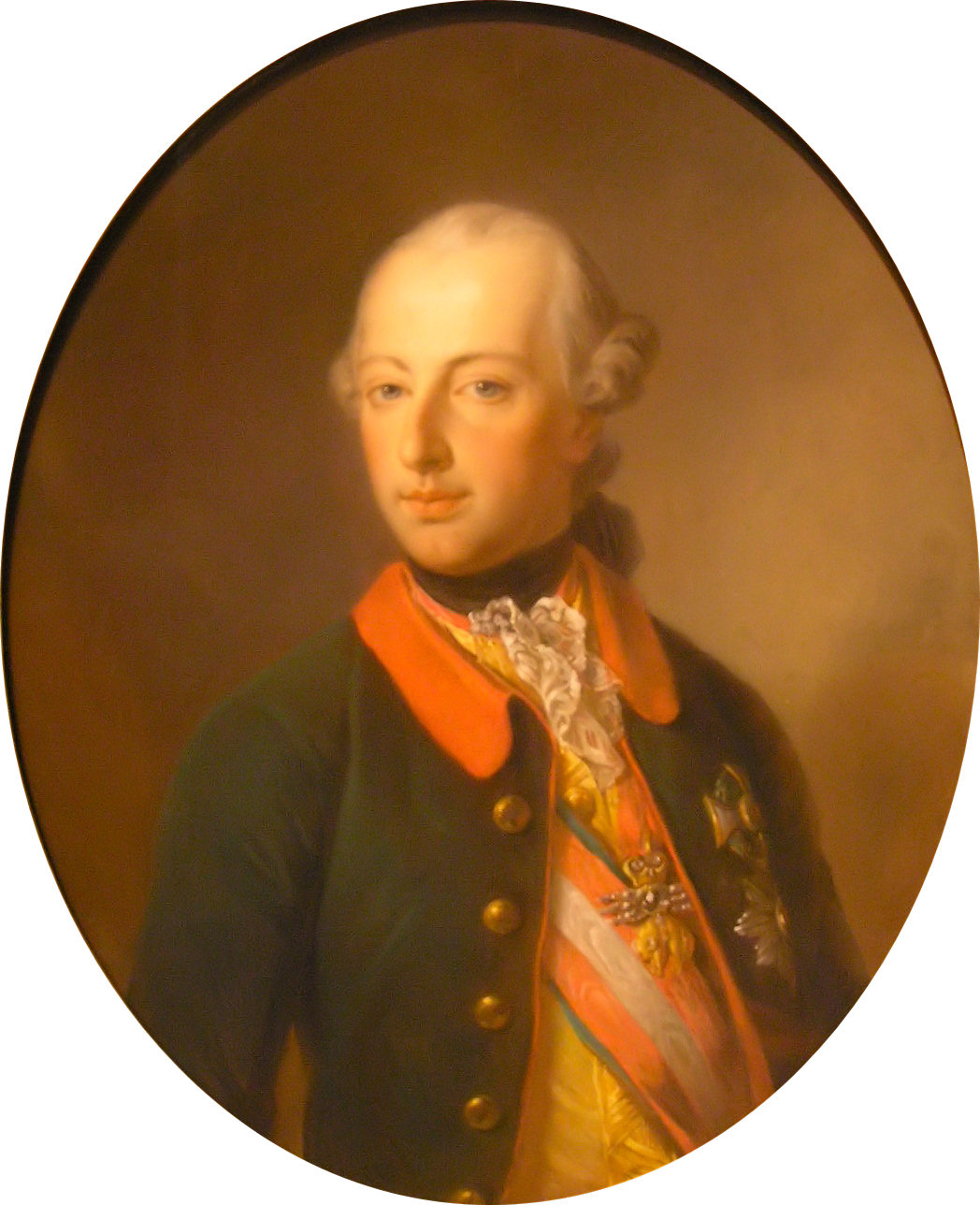
Йосиф ІІ

Військова адміністрація намагалась звільнити край з його запущеності і через початок своєчасних реформ приєднати до культури західних країн. Реформаторські заходи стосувались, при повній відсутності матеріальної і духовної культури в краї, практично всіх сфер життєдіяльності.
У першу чергу були привезені із західних країн хороші фермери, ремісники та гірники. Таким чином, тоді серед інших у краї поселилось також багато німецьких колоністів і цим самим вони зробили суттєвий внесок у піднесення занепалого сільського господарства та у розвиток ремісництва, промисловості і гірничої справи. Особливо заохочені були прибулі ремісники, оскільки їм гарантувались повна свобода ремісництва і тридцятирічне звільнення від податків із збудованих ними будинків для ведення ремісничої діяльності.
Одним з пріоритетних напрямків було визначено розбудову інфраструктури. Особлива увага приділялась будівництву доріг і мостів, а також поштових станцій між Снятином, Чернівцями і Бистрицею. Отже, заснування впорядкованої поштової справи на Буковині відбулося тільки з початком австрійського панування.
«Реформування освіти»
З метою піднесення народної освіти вже першим керівником краю був заснований шкільний фонд, доходи якого повинні були направлятися на будівництво і обладнання шкіл. Тож вже 1785 року у всіх містах краю були народні школи. У Чернівцях і Сучаві були вже дві німецькі народні школи вищого ступеня.
«Реорганізація православної церкви»
Вже у 1781 році розпорядженням цісаря Йосифа ІІ православне духовенство виходило з-під юрисдикції митрополії в Яссах і підпорядковувалось єпископу Радівецькому Доситею, який 10 лютого 1782 року переніс свою резиденцію в Чернівці і тут був урочисто призначений єпископом нової Буковинської єпархії. З цього часу край складав власну, незалежну від Ясс, церковну провінцію. Того ж року з метою врегулювання духовних відносин відбулося спорудження єпископської консисторії в столиці краю, яка організувалася вже у лютому наступного року (1782 р.). У 1783 році Буковинський єпископат був підпорядкований Карловицькій митрополії.
Покинуті володіння монастирів перейшли до державної власності (1785 р.), з них у 1786 році було засновано православний релігійний фонд. Доходи цього фонду були призначені на утримання всього православного духовенства та підтримку шкільництва. Одночасно було видано директиву для монастирів і шкільництва, якою керівник краю проголошувався покровителем і патроном релігійного фонду. Тільки він міг розпоряджатися та використовувати майно фонду (проте, тільки для церков і шкіл). Першим доброчинним наслідком заснування релігійного фонду було відкриття клерикальної школи у Сучаві (1786 р.), яка мала на меті надання освіти кандидатам духовного стану. Вже у 1789 році її було перенесено (єпископом Даніелем Влаховичем) до Чернівців, де вона розвивалася далі, поки за цісаря Франца І (1827 р.) її місце не зайняв православний теологічний навчальний заклад, який знову ж таки цісарем Францом Йозефом І 1875 року був перетворений у теологічний факультет Чернівецького університету.
У 1783 та 1786 роках цісар Йосиф II відвідав Буковину для контролю реформ, висловлення зауважень та пропозицій.
Нарешті, у 1786 році цісар Йосиф II ухвалив рішення про майбутнє управління краєм. Перебуваючи тоді у Львові, постановив об'єднати Буковину (австрійську частину) з Королівством Галичини та Володимирії, до якої вона долучалась як Буковинський округ.
Від попередніх намірів долучити Чернівецький і Вижницький дистрикти до Королівства Галичини та Володимирії, а Сучавський і Серетський дистрикти з Довгопільсько-Руським околом до Трансильванії цісар відмовився. Причиною відмови була протидія населення околу (де 90 % населення становили русини і поляки). Без нього про подібний план поділу Буковини не могло бути й мови.

### Буковинський округ
29 вересня 1790 року цісар Леопольд II своїм свідоцтвом надав Буковинському округу певну самостійність. Проте, повного відділення обох країв тоді не відбулося і Буковиною, хоч і самостійним округом, і надалі керували зі Львова через надто дороге утримання її власної адміністрації.
З 1786 року розпочали організовувати щорічні Петрівські ярмарки (1-15 липня), що дало нового імпульсу розвитку як Чернівців так і округу в цілому.

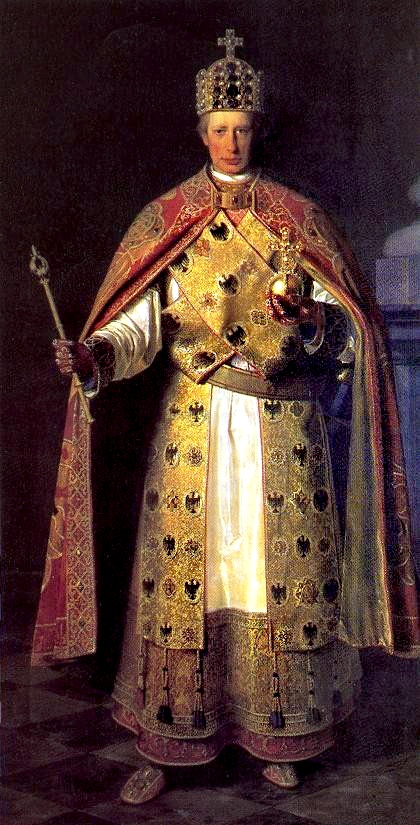
Франц І

Вже 1788 року — у місті налічувалося 20 корчем та 15 пивниць. У 1803 році в окружному центрі було вже 13 ремісничих цехів. На початок ХІХ століття Чернівці стають схожі на місто. Завдяки преференціям, які надавались місцевою владою, розпочався «будівельний бум».
1804 року всі володіння Габсбурзької монархії утворили Австрійську імперію. Автономістські прагнення на Буковині було взято до уваги і у Чернівцях було сформовано особливе міське і крайове право, а також споруджено кримінальний суд, а буковинський земельний кадастр отримав своє власне керівництво.
1808 року відкрилася перша державна середня школа на Буковині — Чернівецька вища гімназія.
З 1820-х років на Буковині запроваджено рекрутський набір до австрійської армії. Служба тривала 14 років і лише з 1845 року була скорочена до 8.
1 серпня 1817 року на Буковині протягом чотирьох днів перебували імператор Франц з імператрицею Кароліною. Наступного разу Франц перебував в Чернівцях 1823 року, коли зустрічався з російським імператором Олександром.
У березні 1835 року цісарем став Фердинанд, який 1844 року своїм указом до будівництва і утримання народних шкіл разом з релігійним фондом залучив також громади та патронів. Наслідком цього було те, що кількість народних шкіл у краї почала постійно збільшуватись. Вже за п'ять років їхня кількість досягла п'ятдесяти.
Після створення (1832 рік) Чернівецького міського магістрату було вирішено збудувати нове приміщення для нього. Протягом 1843–1847 роки було збудовано міську ратушу у стилі класицизм.
Головним наслідком періоду 1787–1848 років стало утвердження цивільного управління у всіх галузях життя краю. Форми цього управління були типовими для всіх провінцій австрійської абсолютної монархії і забезпечували посилення феодального гніту, засилля бюрократії, контролю державних органів над громадськими справами. Особливо складним був цей період з точки зору національних відносин. До політики онімечування додалася ще й полонізація, що мало негативні наслідки для русинів, особливо в культурно-релігійній сфері. Перед місцевими русинами стояв вибір — або бути волохом, або німцем, або у найкращому випадку — поляком. На початок XIX століття в регіоні практично не було жодного повноцінного навчального закладу з руською мовою викладання. Близько 90 % руського населення — були селянами. Переважна більшість з них не грамотні. Незважаючи на все це буковинські українці (русини) зуміли зберегти свою ідентичність. Значних зусиль в цьому напрямку докладав єпископ православної церкви на Буковині владика Євгеній.
Кріпацтво, зубожіння простого люду, незбалансована національна політика, ставлення до українців (русинів) як до людей «другого сорту» породжували повстанські рухи. Опришківські повстання відбувались на Буковині регулярно протягом усього цього періоду. У 1843–1844 та 1848 роках Лук'ян Кобилиця (простий селянин з путильщини, який став депутатом парламенту Австрії) очолив виступи селян з двадцяти двох буковинських сіл, які відмовились від повинностей, вигнали чиновників, встановили самоуправління, висунули вимоги щодо відкриття українських шкіл, вільного користування лісами і пасовиськами, зажадали переведення їх на становище державних селян.
На початку ХІХ століття в регіоні зароджується «рух за відокремлення Буковинського округу від Королівства Галичини та Володимирії». Цей рух був інспірований місцевою волоською верхівкою, оскільки останні почали усвідомлювати своє хитке становище в регіоні, який все більше відновлював свій «галицький дух». Рух значно посилився ближче до середини XIX століття — коли у дунайських князівствах набрав обертів рух за Об'єднане князівство Волощини і Молдови. Активісти «руху за відокремлення Буковинського округу від Королівства Галичини та Володимирії» переслідували мету якщо не долучитись відразу до Об'єднаного князівства Волощини і Молдови, то принаймні приєднати «австрійську Буковину» до Трансильванії, в якій волоське населення мало більшість і займало панівне становище. В силу різних обставин до цього руху долучився й владика Євгеній, який також підписував петиції до Цісаря. Водночас, після відокремлення Буковинського округу від Королівства Галичини та Володимирії виступив категоричним противником приєднання до Трансильванії.

### Герцогство Буковина
Революція 1848 року в Австрійській імперії призвела до зміни правового статусу Буковини (австрійської частини) і форми управління нею. Конституція 4 березня 1848 року вилучила Буковину з управління Галицької адміністрації і надала їй деяку автономію у вирішенні внутрішніх питань.
2 грудня 1848 року цісарем став Франц Йосиф I, який вже у січні 1849 року надав Буковині статус окремого коронного краю, й утворив Герцогство Буковина. 29 вересня 1850 року цісар затвердив тимчасову конституцію краю. В ній підтверджувалося, що Буковина є окремою коронною землею імперії, що її відносини з монархією регулюються державною конституцією через представництво у Райхсраті, що всі народи Буковини рівноправні, що герцогство отримує свій герб.

## Східна Буковина у складі Російської імперії
Східна Буковина увійшла в склад Російської імперіїв 1812 після Російсько Турецькой війни 1808-12рр. Вона увійшла до Хотинського повіту Бессарабскоі Губерний.

## Буковина під румунською окупацією
Дворічні переговори між Антантою та Румунією про вступ країни до Першої світової війни закінчилися договором 17 серпня 1916 року, що передбачав, зокрема входження деяких етнічних українських земель (Північної Буковини) до складу Румунії після закінчення війни. Це була умова румунського уряду, на яку пристала Антанта заради залучення нового союзника у війні (див. Румунія в Першій світовій війні). Країна вступила у Першу світову в серпні 1916 року, однак воєнні дії принесли Румунії величезні втрати — після кількох програних битв на фронтах загинуло кілька сотень солдатів, війська Центральних держав наприкінці 1917 року захопили Бухарест (див. Битва під Бухарестом), а уряд евакуювався до Яссів. Після укладення сепаратного мирного Берестейського договору 1917 року між Росією та Центральними державами, Румунія опинилася без потужної підтримки російських військ, в оточенні ворожих армій. Уряд змушений був укласти Бухарестський мирний договір в травні 1918 року, щоб завершити війну. На місяць раніше, у квітні 1918-го, парламент (Сфатул Церій) Молдовської Демократичної Республіки, яка претендувала на землі від Хотина до гирла Дунаю, проголосила унію з Румунією.

## Входження Буковини до складу УРСР та СРСР
26 червня 1940 року радянське керівництво оголосило заяву до уряду Румунії про передачу СРСР Північної Буковини. 28 червня 1940 року румунський уряд дав згоду і підрозділи Червоної армії увійшли на територію Буковини.

## Буковина в роки Другої світової війни
Буковинці брали участь у бойових діях на фронтах Другої світової війни.

## Буковина в добу сталінського тоталітаризму
Одразу після приєднання території Північної Буковини до СРСР на цій території розгорнулися жорстокі політичні репресії.
.
.
.
.
.
.
.
.